# Mazda
Mazda Motor Corporation (マツダ株式会社 Matsuda Kabushiki-gaisha) (TYO: 7261
) er en japansk bilfabrikant med hovedsæde i Fuchu, Hiroshima, Japan.
I 2007 fabrikerede Mazda næsten 1,3 mio. køretøjer til verdensmarkedet, majoriteten (næsten 1 million) blev fremstillet på virksomhedens japanske fabrikker, mens den resterende del blev fremstillet på fabrikker omkring i verden.
Mazda har haft stor succes med deres MX-5, som er en åben 2 personers roadster.
Mazda har deltaget i og vundet motorløbet Le Mans.
Mazda blev især kendt på deres rotationsmotor (wankelmotor), som de også benyttede indenfor motorsport. 
Ideen kom fra tyskereren Felix Wankel.
Mazda's SkyActive Teknologyfilosofi handler om gøre bilerne lave i vægt, for dermed få bedre brændstoføkonomi og samtidigt give bedre sikkerhed, og mere køreglæde.
I 1970'erne kom Mazda i økonomiske vanskeligheder, og søgte en investor, og da de samtidigt ville sælge biler i Amerika, begyndte de at samarbejde med Ford, begge har bidraget med ideer og joint ventures.

## Historie
I 1920 blev mærket grundlagt, til fremstilling og isolation af kork. 
I 1930 begyndte en produktion af motorcykler, som året efter udviklede sig til også at omfatte lette vare- og lastbiler. 
Mazdas første personbil blev sat i produktion i 1960.
De første personbiler var små, og først i 1966, da Mazda havde produceret 2 mio. køretøjer, kom der en større bil på 1500 cm3. Med disse større biler fik Mazda fodfæste på eksportmarkederne. I 30 år fra midten af 1960'erne byggede Mazda ved siden af mere konventionelle biler en række sportslige modeller med Wankelmotorer.
Fra 1979 til 2010 har Mazda haft et partnerskab med Ford Motor Company. Efter 2010 har Mazda udviklet bilerne alene, og har ikke samarbejde med Ford længere, da de valgte at sælge deres aktier. De begyndte i 1987 en fælles produktion i USA, og visse modeller sælges som både Ford og Mazda.

## Modelprogram

### Aktuelle modeller
| Mazda2 (fra 2007)        |  |
|                          |  |
| Mazda3 (fra 2007)        |  |
|                          |  |
| Mazda3 MPS (fra 2006)    |  |
|                          |  |
| Mazda5 (fra 2005)        |  |
|                          |  |
| Mazda6 (fra 2008)        |  |
|                          |  |
| Mazda MX-5 NC (fra 2005) |  |
|                          |  |
| Mazda RX-8 (fra 2003)    |  |
|                          |  |
| Mazda CX-7 (fra 2007)    |  |
|                          |  |
| Mazda CX-9 (fra 2007)    |  |
|                          |  |
| Mazda BT-50 (fra 2007)   |  |
|                          |  |

### Tidligere modeller (udvalg)
- 121
- 323
- 626
- 818
- 929
- MX-3
- RX-7
- Familia
- Premacy
- MPV
- Tribute
- B-Serie
- E-Serie